# Bujar Spahiu
Bujar Spahiu (* 26. Februar 1976 in Kukës, Albanien) ist ein albanischer Islamgelehrter sowie Freitagsprediger, der seit März 2019 Vorsitzender der (sunnitischen) Muslimischen Gemeinschaft Albaniens (KMSh) ist – der Titel des Großmuftis von Albanien wurde unter Kritik zahlreicher Muslime in Albanien zuvor abgeschafft. Auch die Ämter der Muftis existieren nach einer jahrhundertelangen Geschichte nicht mehr in dieser Form.
Spahiu gehörte zu den ersten Albanern, die 1992 für eine religiöse Weiterbildung in die Türkei reisten. Nach Besuch einer Medrese in Istanbul studierte er in Kairo Islamwissenschaften. Dabei vertiefte er sich in die Koranexegese. Ab 2003 lehrte er an der Medrese Hafiz Ali Korça in Kavaja, deren Leiter er 2005 wurde.
Die Wahl des  neuen Vorsitzenden der Muslimischen Gemeinschaft Albaniens (KMSh) wurde am 2. März 2019 abgehalten. Bujar Spahiu wurde hierbei zum Vorsitzenden gewählt. Dabei erhielt er 26 Stimmen gegenüber zwei Stimmen, die der Mufti von Tirana Ylli Gurra erhielt. Die Wahl Bujar Spahius zum Kopf der KMSh war von Protesten begleitet. Einige Imame und andere muslimische Funktionsträger wie Ylli Gurra sahen die Wahl als illegal an und kritisierten, dass sie den Regeln der KMSh widersprochen hätte. Auch wurde kolportiert, dass die Wahl von Spahiu auf diesen Posten ein Putsch der Bewegung des Predigers Fethullah Gülen, der in den Vereinigten Staaten lebt, gewesen sei.
Spahius Vorgänger als Vorsitzender der KMSh war Skënder Bruçaj. Spahiu war während dessen Amtszeit Vizevorsitzender der Muslimischen Gemeinschaft Albaniens. Er war auch der Leiter der Abteilung für Bildung innerhalb der Muslimischen Gemeinschaft gewesen.